# NGC 60
NGC 60 је спирална галаксија у сазвежђу Рибе која се налази на NGC листи објеката дубоког неба.
Деклинација објекта је - 0° 18' 13" а ректасцензија 0h 15m 58,2s. Привидна величина (магнитуда) објекта NGC 60 износи 14,2 а фотографска магнитуда 14,9. NGC 60 је још познат и под ознакама UGC 150, MCG 0-1-48, CGCG 382-37, PGC 1058.